# Braak
Braak település Németországban, Schleswig-Holstein tartományban. Lakosainak száma 938 fő (2023. december 31.). Braak Ahrensburg községgel határos.

## Népesség
A település népességének változása:
| Lakosok száma | 569  | 990  | 984  | 978  | 938  | 938  |
|               | 1975 | 2017 | 2019 | 2021 | 2022 | 2023 |